# Antonio Lanfranchi
Antonio Lanfranchi (ur. 17 maja 1946 w Grondone di Ferriere; zm. 17 lutego 2015 w Modenie) – włoski duchowny katolicki, arcybiskup Modeny-Nonantoli w latach 2010-2015.

## Życiorys
Święcenia kapłańskie otrzymał 4 listopada 1971 i został inkardynowany do diecezji Piacenza. Po święceniach i studiach w Rzymie został wykładowcą seminarium. W 1978 rozpoczął pracę w wydziale katechetycznym kurii diecezjalnej (w latach 1978-1984 był jego sekretarzem, a następnie przez cztery lata jego przewodniczącym), jednocześnie odpowiadając w diecezji za Akcję Katolicką. W latach 1988–1996 był wykładowcą Papieskiego Uniwersytetu Laterańskiego, a po powrocie do diecezji został jej wikariuszem generalnym.
3 grudnia 2003 papież Jan Paweł II mianował go ordynariuszem diecezji Cesena-Sarsina. Sakry biskupiej udzielił mu 11 stycznia 2004 ówczesny biskup Piacenzy - Luciano Monari.
27 stycznia 2010 został mianowany arcybiskupem Modeny-Nonantoli.
Zmarł w szpitalu w Modenie 17 lutego 2015.